# Szenyér
Szenyér es un pueblo ubicado en el distrito de Marcali, en el condado de Somogy, Hungría.

## Superficie
Posee una superficie de 20,19 kilómetros cuadrados.

## Demografía
Hasta 2019 la población era de 292 habitantes, con una densidad de población de 14,46 habitantes por kilómetro cuadrado.